# Ebersheim
Ebersheim é uma comuna francesa na região administrativa de Grande Leste, no departamento Baixo Reno. Estende-se por uma área de 13,62 km². Em 2010 a comuna tinha 2 284 habitantes (densidade: 167,7 hab./km²).